# Pierre Verhaegen (1873-1953)
Petrus Eugenius Maria Josephus Cornelis Verhaegen (Gent, 19 november 1873 - aldaar, 17 mei 1953) was een Belgisch advocaat, journalist en politicus.

## Biografie

### Familie
Baron Pierre Verhaegen was een zoon van baron Arthur Verhaegen, architect, gemeenteraadslid van Merelbeke, gedeputeerde van Oost-Vlaanderen en volksvertegenwoordiger, en Claire Lammens. Hij was een kleinzoon van Jules Lammens, notaris en senator, en een achterkleinzoon van Pierre-Théodore Verhaegen.
Hij trouwde in 1901 in Brugge met Augusta van de Walle de Ghelcke (1877-1952). Ze kregen twee zoons en drie dochters, met afstammelingen tot heden.
Verhaegen was een broer van Jean-Baptiste Verhaegen, advocaat en schepen van Merelbeke, en een schoonbroer van volksvertegenwoordiger Auguste Mélot en historicus burggraaf Charles-Alexis Terlinden.

### Levensloop
Verhaegen liep school aan het Sint-Barbaracollege in Gent en behaalde de diploma's van doctor in de rechten (1895) en doctor in de politieke en sociale wetenschappen (1898) aan de Katholieke Universiteit Leuven. Onder Jules Van den Heuvel bestudeerde hij het Duitse sociale stelsel in 1897. Een jaar later onderzocht hij de economische exploitatiemogelijkheden van de Onafhankelijke Congostaat. Beroepshalve werd hij advocaat aan het hof van beroep van Gent.
Daarnaast was hij journalist bij Le Bien Public. Hij schreef over politieke en sociale vraagstukken zoals de schoolkwestie, maar ook over kunsthistorische onderwerpen zoals de Belgische kantproductie en Romaanse kunst. Bovendien was hij ook medeoprichter, beheerder en redacteur van de Gentse editie van de Antwerpse krant La Métropole.
Van 1899 tot 1921 was Verhaegen namens het kieskanton Nederbrakel lid van de Oost-Vlaamse provincieraad. Verder was hij:
- secretaris van de Provinciale Landbouwcommissie van Oost-Vlaanderen,
- lid van het studiecomité van de Belgische Volksbond.

Hij was erg begaan met het Gentse kunsthistorische patrimonium. Zo was hij:
- stichter en voorzitter van de Association des amis du Vieux-Gand, een actiegroep die in de jaren 1920 opkwam voor meer respect voor de oude stadswijken en monumenten,
- secretaris en voorzitter van de Cercle royal des concerts d'hiver de Gand,
- lid van de Koninklijke Commissie voor Monumenten en Landschappen,
- lid van de Koninklijke Academie voor Oudheidkunde van België,
- lid van de Société des amis du Musée de Gand,
- lid van de Société des amis de l'église de Saint-Nicolas de Gand,
- lid van de Société des antiquaires de France,
- lid van het jaarlijkse Congrès archéologique de France.

Vanwege de verspreiding van patriottische geschriften werd Verhaegen op 28 juli 1916 door de Duitse bezetter aangehouden. Na een verblijf in de gevangenis van Gent werd hij, net zoals zijn vader, als politiek gevangene naar Duitsland gedeporteerd, waar hij in Kassel terechtkwam. Na de oorlog vertoefde hij in reactionair-katholieke en Belgisch-nationalistische kringen, waarin zijn schoonbroer Charles-Alexis Terlinden een vooraanstaande rol speelde. Hij werkte mee aan de tijdschriften Bulletin du Comité de politique nationale (1919-1921) en La Politique (1921) binnen het door Pierre Nothomb geleide Comité de politique nationale. Ook werkte Verhaegen mee aan Le Drapeau (1921-1925) en steunde hij Action française. Hij was dan ook uitgesproken Fransgezind. Nog voor de Eerste Wereldoorlog was hij aanhanger van de Association flamande pour la vulgarisation de la langue française, dat elke vorm van Vlaams hoger onderwijs weigerde. In 1922 werd hij lid van de Ligue nationale pour la défense de l'université de Gand, later omgevormd tot Ligue nationale pour l'unité belge, die ontstond uit de strijd tegen de vernederlandsing van de Rijksuniversiteit Gent. De vereniging richtte in 1923 de Franstalige École des hautes études de Gand op, waarvan Verhaegen jarenlang voorzitter was. Hij doceerde er onder meer kunstgeschiedenis en archeologie.